# Patrilateral
Patrilateral (latin) kallas släktledningen i ett patrilineärt samhälle, där härstamningen räknas enbart via män (jämför agnatisk härstamning). Ett barn inom äktenskapet räknas då till faderns ätt. Utpräglat patrilineära är – förutom vår egen kultur – de antika romarnas och kinesernas samhällen, samt en del boskapsskötande folk i östra och södra Afrika.
Motsatsen till patrilineära är matrilineära samhällen, till exempel många indian- och bantufolk.